# Keresztes Károly (zeneszerző)
Keresztes Károly (Lécfalva, 1891. június 20. – Gyergyószentmiklós, 1944. szeptember 9.) magyar zeneszerző, lapszerkesztő. Keresztes István öccse.

## Életútja
Középiskolai tanulmányait Székelyudvarhelyen, felsőfokú jogi tanulmányait Debrecenben és Kolozsvárt végezte; a budapesti Zeneakadémia magántanulója volt, zeneszerzésben Toldy László irányította. Szolgabíró, majd ügyvéd Sepsiszentgyörgyön, az OMP megyei főtitkára, egy ideig a Székely Nép c. lap felelős szerkesztője (1920–22). Írásai itt s a Keleti Újságban jelentek meg.
A hangszeres irodalom s a zenés színpad foglalkoztatta. Már 1916-ban hegedűfantáziája jelent meg Lipcsében (Frühling im Kriege). Kapcsolatba került Bartókkal és Kodállyal, hatásuk alatt a székely népzene motívumanyagát hasznosította hagyományos keretek között. Kodály számára háromszéki népdalokat gyűjtött, megrendezte Sepsiszentgyörgyön Bartók Béla 1927. március 2-i hangversenyét a Székely Nemzeti Múzeumban. A népi zene egyaránt hatott kamarazenei tevékenységére és daljátékaira. Székely szimfónia (1925) és Siculia (1929) c. szerzeményei kéziratban maradtak fenn. Saját szövegére szerzett Álomország c. kétfelvonásos daljátékába (1928) változatlanul beillesztett három eredeti székely népdalt; A fonóban szól a nóta c. daljátékát (1929) a bírálat "egy kis székely operá"-nak nevezte, a későbbi években is többször előadták. Megzenésítette és sikerrel vezényelte Nyirő József Júlia szép leány c. balladáját (1933).
Előadóművészként Giovanni Battista Viotti, Bach, Händel, Mozart, Beethoven, Mendelssohn, Hubay Jenő műveit népszerűsítette Sepsiszentgyörgyön, Gyergyószentmiklóson.

## Kötete
- Két kis székely daljáték (Sepsiszentgyörgy, 1932).